# Esteban Fuertes
Esteban Óscar „Bichi” Fuertes (ur. 26 grudnia 1972 w Coronel Dorrego) – argentyński piłkarz pochodzenia hiszpańskiego występujący na pozycji napastnika, reprezentant Argentyny, trener piłkarski.